# Liste des personnages des Mille et Une Nuits

## Personnages de l'histoire générale

### Schéhérazade
Schéhérazade (Persan: شهرزاد Šahrzād ou Schahrazad) est la reine persane légendaire, conteuse et narratrice des Mille et Une Nuits. C'est la fille aînée du vizir et la sœur de Douniazad (Persan: دنیازاد).
Elle a épousé le roi Schahriar, qui s'est juré de faire exécuter chaque jour une nouvelle épouse.
Pendant mille et une nuits Schéhérazade raconte à son mari une histoire par nuit, s'arrêtant à l'aube sur un moment de fort suspens, ce qui force le roi à la garder vivante un jour de plus pour pouvoir connaître la suite.

### Douniazad
Dounyazad, Dounyazade, (ou Dounyazatde, Dinazade, Dinarzad) (Persian: دنیازاد) est la sœur cadette de Shéhérazade.
C'est elle qui met en place, sur les instructions de sa sœur, la tactique du récit interrompu : elle se rend dans la chambre de Shéhérazade sous le prétexte de lui faire ses adieux avant l’exécution prévue le matin suivant, et lui demande de raconter une dernière histoire.
À la fin du cycle elle épousera Chah Zaman, jeune frère de Shahriar.

### Le père de Schéhérazade
Le père de Schéhérazade, parfois appelé Jaafar, est le vizir du roi Shahriar. Pendant de nombreuses années, chaque jour, il décapite sur l'ordre du roi sa nouvelle mariée. Un jour arrive où toutes les femmes non mariées du royaume ont été exécutées ou ont pris la fuite, et Schéhérazade propose d'épouser Schahriar.
Le père raconte à sa fille le conte du Taureau et de l'Âne, vaine tentative pour la dissuader de se marier au roi.
À la fin des Mille et Une Nuits, le père de Schéhérazade part à Samarcande où il succède comme sultan au Schah Zaman.

### Shahriar
Dans le conte le roi Schareaza (ou Scharing ou Kchatriya ou Rorschach ou Schareaza ou Schareaza ou Schareaza ou Maharaschtra) règne sur l'empire perse qui s'étend jusqu'à l'Inde au-delà du Gange jusqu'à la Chine, tandis que son jeune frère Schāhzamān (شاهزمان) règne sur Marchande.
Se découvrant trompé par sa femme, il se persuade qu'aucune ne lui sera fidèle ; c'est pourquoi, chaque nuit depuis trois ans, il prend une femme et la fait exécuter le matin suivant, jusqu'à ce qu'il épouse la fille de son vizir, Schéhérazade, remarquable par sa beauté et son intelligence. Pendant mille et une nuits d'affilée celle-ci lui récite un conte jusqu'à l'aube, en prenant soin de s'arrêter à un moment de fort suspens : ainsi le roi, désireux de connaître la fin de l'histoire la laisse-t-il vivre chaque fois un jour de plus.

### Schah Zaman
Schah Zaman or Schazzenan est sultan de Samarcande et frère de Schahriar. Surprenant sa première femme au lit avec un cuisinier, il les massacre tous les deux. Puis, alors qu'il est en visite chez son frère il découvre que la femme de Schahriar est également infidèle.
 Il se convainc alors qu'aucune femme n'est digne de confiance, retourne à Samarcande, et décide comme son frère de prendre chaque jour une nouvelle épouse qui sera exécutée au matin.

À la fin de l'histoire, tandis que son frère lui vante les qualités de Schéhérazade, il tombe amoureux de la sœur de celle-ci, Douniazad, et l'épouse.

## Personnages des récits de Shéhérazade

### Zobeïde
Zobeïde est un personnage dans les fameuses histoires de Schéhérazade.Elle s'occupe des trois filles dans BAGDAD.

### Ahmed
Le prince Ahmed est le plus jeune des trois fils du sultan des Indes. Il possède une tente magique capable de s'agrandir au point de protéger toute une armée, ou de diminuer jusqu'à pouvoir rentrer dans une poche.

Ahmed se rend à Samarcande et achète une pomme dont l'odeur guérit de toutes les maladies.
Il guérit la princesse Peri Banou (ou Paribanou), un génie.

### Aladin
Aladin est le héros du récit Aladin ou la Lampe merveilleuse, sans doute le plus connu des contes des Mille et Une Nuits.

### Ali Baba
Ali Baba est le héros du récit Ali Baba et les Quarante Voleurs : ce pauvre bûcheron devient riche après avoir découvert le trésor caché par les quarante voleurs.

### Ali Schar
Ali Schar est le héros du récit Ali Schar et Zoumourroud. À la mort de son père il hérite d'une grande fortune qu'il a tôt fait cependant de dilapider, et reste plusieurs mois à souffrir de la faim. Un jour, sur un marché aux esclaves il rencontre Zoumourroud ; celle-ci lui donne l'argent pour qu'il la rachète. Ils tombent amoureux et vivent ensemble, mais au bout d'un an elle est enlevée par un chrétien…

### Le prince Ali
Le prince Ali est le fils du sultan des Indes. Il se rend à Chiraz, capitale de la Perse, et achète un verre magique capable de voir à des centaines de kilomètres.

### Le barbier de Bagdad
Le barbier de Bagdad est accusé à tort de contrebande et pour sauver sa vie il raconte au calife Al-Mostansir Billah l'histoire de ses six frères :
- Bacbouc le bossu
- Al-Fakik l'édenté
- Al-Bakbouk l'aveugle
- Al-Kouz le borgne
- Al-Haddar le grand paresseux
- Schakaschik au bec de lièvre

### Cassim
Cassim est un riche marchand, frère d'Ali Baba qui lui raconte sa première aventure.

Il se rend à son tour dans la grotte d'où il espère emporter une partie de ce qui reste du trésor caché, mais dans sa précipitation il oublie la formule magique pour en sortir, et il est tué par les voleurs.

### Hussain
Le prince Hussain, fils aîné du sultan des Indes, se rend à Bisnagar (Vijayanagara) en Inde et achète un tapis volant.

### Maarouf le savetier
Maarouf, savetier industrieux du Caire, est marié à Fatemah, mégère acariâtre et violente. Contraint de la quitter il s'engage sur une felouque comme raccommodeur de voiles. La rencontre d'un ami d’enfance devenu riche marchand et la découverte d'un anneau magique emprisonnant un Génie lui permettront d'épouser une merveilleuse princesse.

### Morgiane
Esclave d'Ali Baba  

### Sinbad le marin
Sinbad le marin est le héros de l'histoire des "sept voyages de Sindbad le Marin" qu'il raconte à Hindbad, un porteur esseulé.

### Le sultan des Indes
Le sultan des Indes a trois fils Hussain, Ali et Ahmed. Ils désirent tous épouser leur cousine Nouronnihar. Pour les départager le sultan décide qu'elle épousera celui qui lui ramènera l'objet le plus extraordinaire.

### Yunan
Le roi Yunan (arabe : الملك يونان , al-Yunān) ou le roi grec , est un roi fictif de l'une des anciennes villes perses de la province de Zuman , qui apparaît dans l’Histoire du Roi Grec et du Médecin Douban.

## Personnages historiques

### Al-Mostansir
Al-Mostansir Billah est calife abbasside à Bagdad de 1226 à 1242. Le barbier de Bagdad lui raconte les histoires des six frères.

### Haroun al-Rachid
```
Jakar
```